# Every Time I Feel the Spirit
Every Time I Feel the Spirit je šesté studiové album české hudební skupiny Spirituál kvintet, vydané v roce 1986.

## Seznam skladeb
| Pořadí         | Název                        | Délka |
| -------------- | ---------------------------- | ----- |
| 1.             | Oh, Freedom                  | 4:23  |
| 2.             | Scandalize My Name           | 1:30  |
| 3.             | Steal Away                   | 2:46  |
| 4.             | It's Me                      | 2:12  |
| 5.             | I'm A‑rollin'                | 1:50  |
| 6.             | De Angle Roll De Stone Away  | 2:56  |
| 7.             | I Got a Mule                 | 2:10  |
| 8.             | Gimme Dat Ol'‑Time Religion  | 3:25  |
| 9.             | What Month Was Jesus Born in | 2:17  |
| 10.            | Farewell                     | 3:02  |
| 11.            | Mary Had a Little Baby       | 2:45  |
| 12.            | When the Stars Begin to Fall | 3:25  |
| 13.            | Every Time I Feel the Spirit | 1:50  |
| 14.            | Jesus Met a Woman            | 4:32  |
| 15.            | Ain't No Grave               | 2:57  |
| Celková délka: | Celková délka:               | 42:00 |